# Jerzy Pietrzak (historyk)
Jerzy Kazimierz Pietrzak (ur. 16 lipca 1942 w Nowych Skalmierzycach) – polski historyk specjalizujący się w historii Kościoła katolickiego w Polsce XIX i XX wieku, historii Polski i powszechnej XVI i XVII wieku, regionalista, senator I kadencji.

## Życiorys
Syn Józefa i Marty. Po ukończeniu szkoły średniej i zdaniu egzaminu maturalnego rozpoczął w 1960 studia historyczne na Uniwersytecie Jagiellońskim w Krakowie, które przejściowo łączył ze studiami prawniczymi. Trzy lata później przeniósł się na Uniwersytet Wrocławski, gdzie w 1966 uzyskał tytuł zawodowy magistra historii. Następnie w 1971 na tej samej uczelni otrzymał stopień naukowy doktora na podstawie rozprawy zatytułowanej Ostrowskie gimnazjum jako dzieło pracy organicznej i ośrodek wychowania narodowego w Wielkim Księstwie Poznańskim (1845–1919). W 1981 uzyskał stopień naukowy doktora habilitowanego na podstawie rozprawy pt. Sejmy z lat 1620, 1621 i 1623. Stanowisko docenta objął w 1983, a dziewięć lat później stanowisko profesora nadzwyczajnego. W 1997 nadano mu tytuł naukowy profesora nauk humanistycznych, objął wówczas stanowisko profesora zwyczajnego.
Bezpośrednio po ukończeniu studiów w 1966 został zatrudniony w Zakładzie Narodowym im. Ossolińskich – Bibliotece PAN we Wrocławiu, a rok później w Instytucie Historycznym Uniwersytetu Wrocławskiego. Wykładał także w Społecznej Wyższej Szkole Przedsiębiorczości i Zarządzania w Łodzi. Specjalizuje się w historii I Rzeczypospolitej, historii Kościoła katolickiego w Polsce, publikował prace dotyczące historii Ostrowa Wielkopolskiego i południowej Wielkopolski. Był redaktorem naczelnym „Gazety Ostrowskiej”.
W latach 1989–1991 sprawował mandat senatora I kadencji wybranego w województwie kaliskim z listy Komitetu Obywatelskiego. Od 1997 do 2001 był dyrektorem gabinetu Marszałka Senatu – Alicji Grześkowiak.

## Odznaczenia
Odznaczony Krzyżem Kawalerskim (2011) i Komandorskim (2023) Orderu Odrodzenia Polski.

## Publikacje
- Po Cecorze i podczas wojny chocimskiej. Sejmy z lat 1620–1621, 1983.
- Sejm RP – tradycja i współczesność. Kompetencje, procedury, zwyczaje, 2000.
- Senat Rzeczypospolitej Polskiej. Tradycja i współczesność XV–XXI w., 2002.
- W przygaszonym blasku wiktorii chocimskiej. Sejm w 1623 r., 1987.